# Бабинский целебный источник
Бабинский целебный источник — источник целебной воды в селе Петровка, Мясниковский район Ростовской области.
Находится около церкви иконы Божией Матери «Живоносный источник». Вода источника через железную трубу поступает в специально построенный павильон. На месте забора воды вывешены молитвы. Рядом с церковью устроены купальни, где можно облиться водой из источника, принеся её из павильона вёдрами.
В XIX веке источник представлял собой обложенный камнем небольшой колодец, имевший форму лампадного стаканчика. Воды в нём было мало. Источник являлся местом паломничества больных людей.

## История
Изначально родник в устье балки Желобок служил источником воды для местных пастухов и носил название Молодецкого Колодезя.
По преданию, в августе 1841 года у села Петровка остались переночевать группа крестьян. Наутро один из них пошёл за водой к источнику и увидел там икону Божией Матери, стоявшую в воде. Крестьянин рассказал об этом остальным; о явлении иконы было доложено управляющему Бабинским посёлком. На следующий день после явления иконы излечилась от тяжкой болезни местная жительница Матрона Андреевна Зотова.
В 1841—1842 году начальство Области Войска Донского, обеспокоенное многотысячным паломничеством к источнику, решило в провести расследование случаев исцелений больных. Старший член Войскового правления генерал-майор Краснов, кафедральный протоиерей отец Семен Салтыков, а также инспектор врачебной управы, надворный советник Божковский выяснили, что употребление воды из источника путем обливания и внутренних приемов приводит к выздоровлению от разных болезней. Целебные свойство воды источника население объясняло открытием там иконы Божией Матери.
В 1848 году около источника была построена часовня. К концу 1849 года стараниями полковника Петра Иловайского и есаула Ивана Каршина была сооружена деревянная церковь. 6 августа 1850 года с участием Войскового Наказного Атамана Михаила Григорьевича Хомутова рядом с источником состоялась закладка существующей ныне каменной церкви.
В начале XX века число паломников, приходящий к источнику, стало сокращаться. Отчасти причиной к этому послужили беспорядки во время Революции 1905—1907 года, когда в местной округе произошёл ряд грабежей и несколько убийств. Помимо этого источник находился в довольно труднодоступном месте, далёком от железных дорог.
После Октябрьской революции в церкви также устроили склад и ремонтную мастерскую сельскохозяйственной техники. Власти распорядились снести часовню и засыпать колодец землёй, но кто-то из местных жителей его постоянно откапывал. После этого он был завален камнями. Паломничество к источнику на некоторое время прекратилось. В перестроечные годы усилиями местных жителей храм был очищен от мусора, а источник ― откопан.